# ویبکه روگگن
آنه ویبِکه روگگِن (نروژی: Anne Vibeke Roggen؛ زادهٔ ۱ فوریه ۱۹۵۲) لغت‌شناس اهل نروژ است که به خاطر ترجمه‌هایش از لاتین و به عنوان یکی از برجسته‌ترین متخصصان کشورش دربارهٔ نی‌یِلس تومِسِن انسانگرا شناخته می‌شود.

## حرفه
روگگن، دانشیار در دانشگاه اسلو است و در لغت‌شناسی، ترجمه لاتین و کشیش نی‌یلس تومِسن تخصص دارد. او نشان داد که اثر این کشیش به نام «Cestus Sapphicus» یک کتاب معمای مصور است و نه یک کتاب درسی به زبان لاتین، همان‌طور که فرانسیس بول ادعا کرده بود. او همچنین بر روی پذیرش زبان لاتین در نروژ، با تمرکز به‌خصوصی بر متون نوشته شده قبل از سال ۱۶۵۰، کار کرده‌است. در سال ۲۰۰۵، روگگن در Academia Latinitati Fovendae پذیرفته شد. او به‌طور گسترده‌ای دربارهٔ ارزش مطالعه تاریخ کلاسیک و ارتباط آن با زندگی امروزی می‌نویسد و صحبت می‌کند.